# Поргина, Людмила Андреевна
Людми́ла Андре́евна По́ргина (род. 24 ноября 1948, Москва) — советская и российская актриса, заслуженная артистка РФ (1999), вдова Николая Караченцова (1944—2018). Актриса театра «Ленком Марка Захарова» (с 1973 год по 2010 год и с 2022 года по ноябрь 2023 года).

## Биография
Родилась 24 ноября 1948 года в Москве. Уже в детстве увлеклась театром и кино. В 1972 году окончила Школу-студию МХАТ (курс П. Массальского) и была приглашена Олегом Ефремовым во МХАТ СССР им. Горького. Проработав там ровно год, перешла в Московский театр им. Ленинского комсомола (с 1991 года — «Ленком»), где прослужила до 2010 года. Играла в спектаклях: «В списках не значился», «Иванов», «Ясновидящий», «Три девушки в голубом», «Революционный Этюд». ,,Чайка''; ,, Проводим эксперимент''. Одной из самых ярких работ на сцене театра стала роль Атаманши в «Бременских музыкантах». Кроме того, участвовала во всех самых знаменитых постановках «Ленкома», таких как: «Тиль», «Звезда и смерть Хоакина Мурьеты», «Юнона и Авось», «Шут Балакирев».
В кино дебютировала в 1973 году в эпизодической роли в фильме режиссёра Самсона Самсонова «Много шума из ничего».
С середины 2000-х годов практически отошла от актёрской деятельности, сосредоточившись на семье, здоровье и реабилитации своего супруга Николая Караченцова, получившего в феврале 2005 года в автокатастрофе тяжелейшую черепно-мозговую травму. О состоянии любимого многими артиста Людмила стала рассказывать общественности, периодически появляясь на телеэкранах в ток-шоу и других программах. Несмотря на инвалидность мужа, Поргина, чтобы супруг не чувствовал себя затворником, продолжала возить его в цирк, в театр, на выставки, бывать с ним за границей.
22 июня 2006 года состоялась презентация книги Николая Караченцова «Авось», последнюю главу которой дописала Людмила Поргина.
В 2007 году совместно с продюсером Максимом Фёдоровым Людмила Поргина выпустила «Антологию песен Николая Караченцова» (полное собрание — 200 песен на 12 компакт-дисках), презентация которой состоялась 27 мая 2007 года в киноконцертном зале «Пушкинский» с участием ведущих артистов театра, кино и эстрады.
12 октября 2016 года Московский фонд мира наградил Людмилу Поргину орденом «Честь и доблесть».
6 декабря 2017 года совместно с сыном Андреем Караченцовым и другом семьи продюсером Максимом Фёдоровым Людмила Андреевна представила на сцене Московского драматического театра «Модерн» первый театральный проект Культурного фонда Николая Караченцова (основан Н. Караченцовым в 2002 году и ведёт деятельность по нескольким направлениям — театральному, кинематографическому, а также помощи малообеспеченным и больным людям) — спектакль «Лёгкое знакомство» (по пьесе Валентина Красногорова). Этот проект поддержали Вениамин Смехов, Алла Сурикова, Сергей Степанченко, Борис Чунаев. Спектакль был тепло принят зрителями и получил положительные отзывы в прессе. Этой постановкой Культурный фонд возобновил свою работу, прерванную из-за тяжелой болезни своего основателя.
После смерти Николая Караченцова в октябре 2018 года Поргина стала продолжать опекать его друга и коллегу по фильму «Человек с бульвара Капуцинов» — каскадёра и педагога Николая Астапова (5 января 1951 — 9 марта 2021), который также попал в тяжёлую аварию, а затем перенёс инсульт. Она продолжила оплачивать его лечение, обеспечивать всем необходимым, а также наняла бывшему каскадёру помощника, который стал с ним заниматься.
В том же 2018 году Людмила Поргина и её сын Андрей составили программу дальнейшего развития Культурного фонда, одной из главных целей которого, помимо разных благотворительных проектов, была поставлена задача создания Фестиваля актёрской песни имени Николая Караченцова.
12 мая 2021 года Культурным фондом Николая Караченцова в Московском Доме книги на Новом Арбате был организован юбилейный вечер Юрия Ряшенцева, посвящённый 90-летию поэта и прозаика, режиссёром-постановщиком которого выступила близкая подруга семьи Караченцовых — композитор и поэтесса Елена Суржикова. К участию в программе были привлечены Михаил Боярский, Вениамин Смехов, Валентин Смирнитский, Александр Левшин, Виктория Макарская, Антон Макарский, Юлий Гусман, Рада Рай. Сама Людмила Поргина в этот вечер вышла на сцену после долгого перерыва и читала стихи Юрия Ряшенцева, которые ранее исполнял Николай Караченцов.
С января 2022 года актриса вновь стала выходить на сцену «Ленкома» (после шестнадцатилетнего перерыва) в спектаклях «Юнона и Авось» и «Поминальная молитва». В спектаклях театра играла эпизоды. В ноябре 2023 года ушла из театра.
27 октября 2024 года сыграла саму себя в спектакле «Караченцов. Письма любви» (автор — Мария Вакатова) на сцене Музея-Театра «Булгаковский дом»

## Семья
- Отец — Андрей Григорьевич Поргин (25.11.1915 — 07.03.1991)[36]
- Мать — Надежда Степановна Поргина (Мочалова) (08.09.1922 — 28.02.2005) жила на улице Коштоянца 1/83[36][37][38]
- Старшая сестра — Поргина Ирина Андреевна (род. 28 августа 1947)
- Зять — Андрей Владимирович Кузнецов (род. 25 января 1960) — арт-директор одного из московских ресторанов, попал в 2005 году в аварию вместе с Николаем Караченцовым, который был за рулём[36][39][40]
- Племянница — Надежда Андреевна Кузнецова (род. 28 апреля 1983)[36]
- Первый муж — (с 1965 года по 1967 год)[41] актёр Михаил Наумович Поляк[38] (25 февраля 1948 — 9 апреля 1995)
- Второй муж — Виктор Георгиевич Корзун (13 октября 1931 год — 14 января 2015) — каскадёр
- Третий муж — Николай Петрович Караченцов (27 октября 1944 — 26 октября 2018) — актёр, народный артист РСФСР, прожили в браке 43 года[38]
  - Сын — Андрей Николаевич Караченцов (род. 24 февраля 1978) — юрист, адвокат[42][43][44] (окончил МГИМО), генеральный директор Культурного фонда Николая Караченцова[45]
  - Невестка — Ирина Васильевна Караченцова (Малышева) (род. 14 мая 1978) — врач акушер-гинеколог, доцент, кандидат медицинских наук, преподаватель РНИМУ им. Пирогова, кафедра акушерства и гинекологии, руководитель программы повышения квалификации «Менеджмент в медицинском бизнесе», главный внештатный специалист-гинеколог детского и юношеского возраста Департамента здравоохранения города Москвы. Работает детским гинекологом в Российской детской больнице (РДКБ)[36][46][47][48][49][50]
    - Внук — Пётр Караченцов (род. 2002)[51]
    - Внучка — Янина Караченцова (род. 2005)[42][50][51]
    - Внучка — Ольга Караченцова (род. 26 мая 2015)[52][53].

## Театральные работы
- «Бременские музыканты» — Атаманша
- ,, Автоград XXI''- эпизод
- ,, Тиль'' — эпизод
- «Три девушки в голубом» — Светлана
- ,, Проводим эксперимент'' — секретарь парткома.
- «Звезда и Смерть Хоакина Мурьеты» — Чилийка
- «Юнона и Авось» — женщина с младенцем (явление Казанской божьей матери), испанская дама. С 2022 года по 2023 годи играла старушку со свечкой.
- «Шут Балакирев» — Головкина. С 2022 года по 2023 год играла роль фрейлины
- ,, Чайка'' — Полина Андреевна
- ,, Бег'' — турчанка
- ,, Безумный день или женитьба Фигаро'' — эпизод
- ,, Поминальная молитва'' — жительница деревни Анатовка.
- ,, Королевские игры'' — монашка.
- ,, Доходное место'' — эпизод.

## Фильмография
- 1973 — Много шума из ничего — эпизод
- 1974 — Пир во время чумы — девушка на пиру
- 1976 — Ансамбль неудачников — провалившаяся абитуриентка
- 1978 — Жизнь Бетховена — свидетельница на конгрессе
- 1983 — Юнона и Авось (телеверсия спектакля) — женщина с младенцем
- 1984 — Маленькое одолжение — жена Валентина Озерникова
- 1988 — Три девушки в голубом — Светлана
- 1989 — Дежа вю (СССР, Польша) — дежурная в гостинице
- 2001 — Саломея — Степанида Ильинична Лычикова
- 2001 — Юнона и Авось (новая телеверсия спектакля) — женщина с младенцем
- 2002 — Шут Балакирев (телеверсия спектакля) — Головкина
- 2006 — В круге первом — жена прокурора
- 2022 — Орегано — бабушка.